# Pilis (stad)
Pilis (Slowaaks: Piliš) is een plaats in het comitaat Pest in Hongarije. De stad ligt aan de nationale weg 4 (Europese weg 60) tussen Boedapest en Cegléd.

## Geschiedenis
De naam Pilis werd voor het eerst genoemd in een document in 1326.
Aan het begin van de Turkse bezetting, in het midden van de 16e eeuw, was de plek verlaten.
Vanaf 1805 was het een marktstad (mezőváros). In de tweede helft van de 19e eeuw assimileerden de Slowaken bijna volledig.

## Afbeeldingen

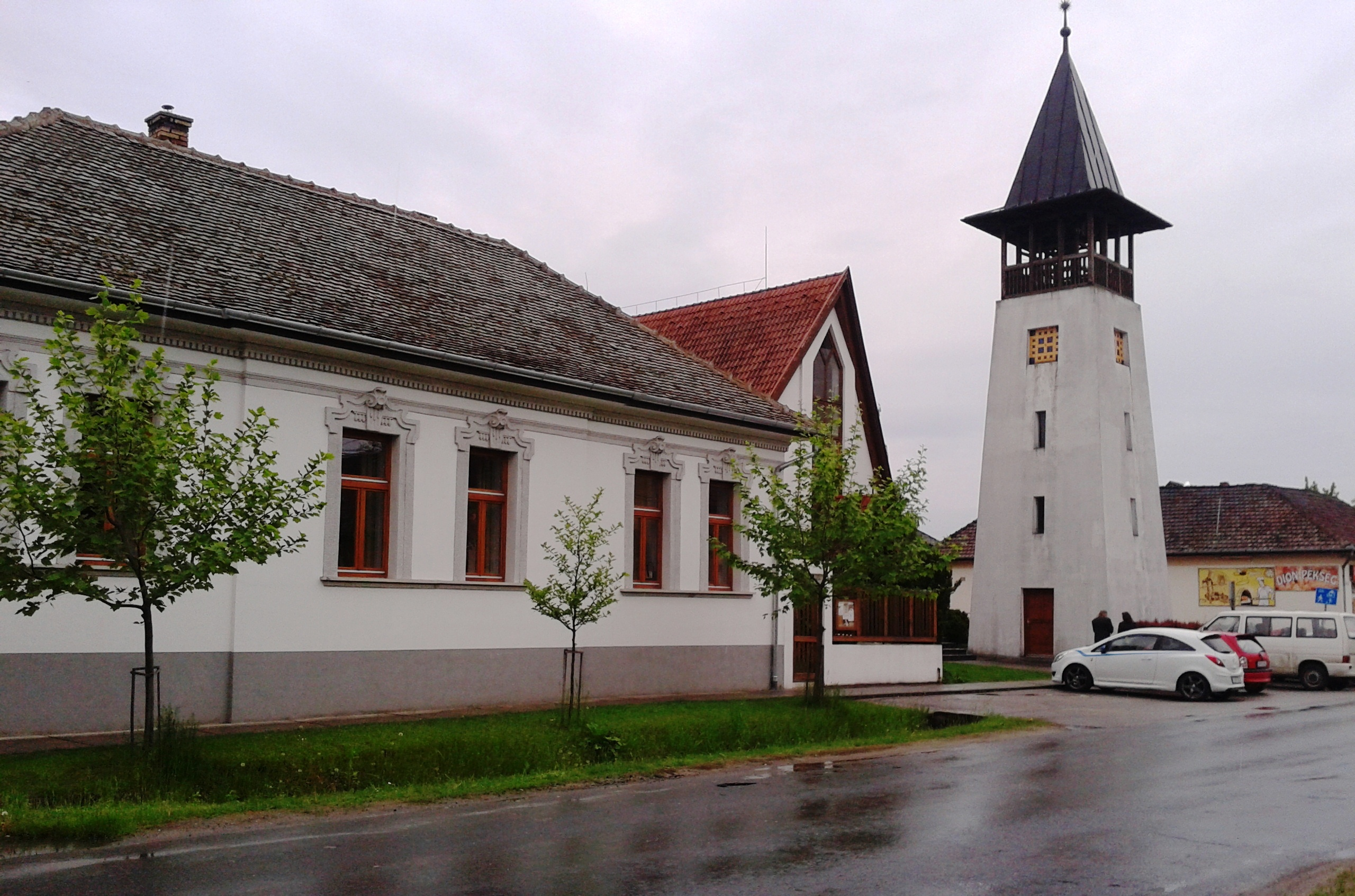
Gereformeerde kerk, toren en parochie
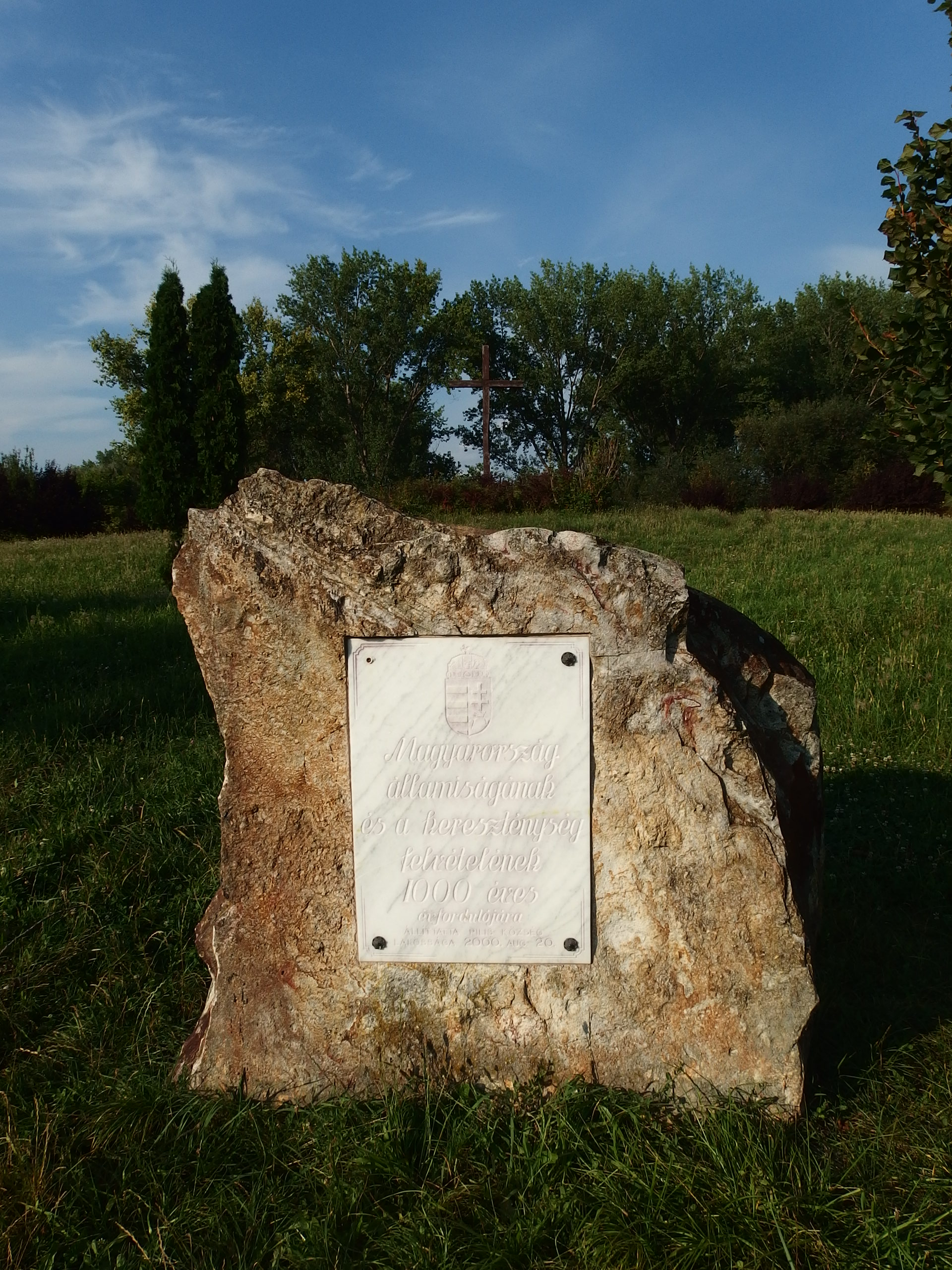
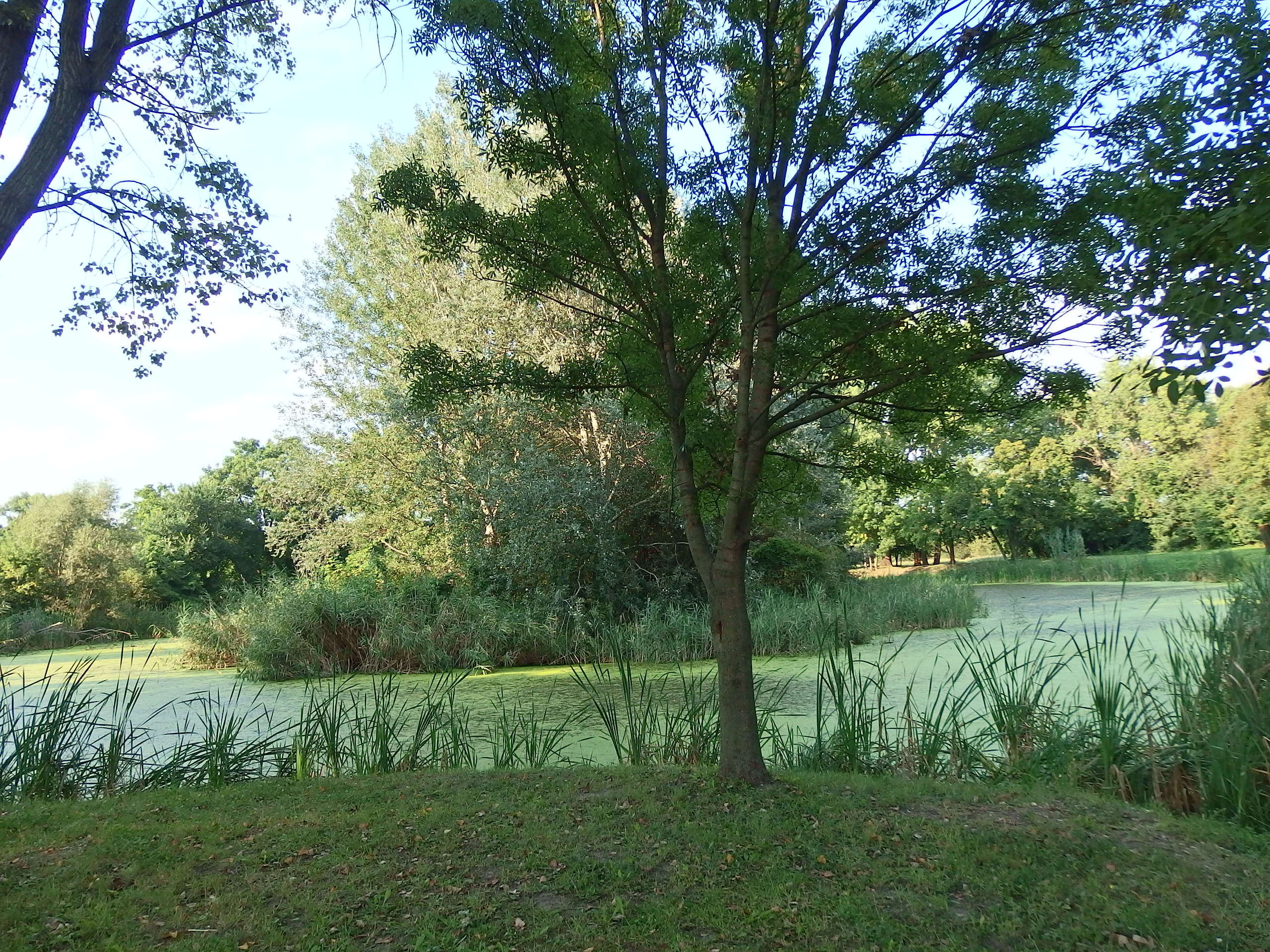